# Egon Dietrichstein
Egon Dietrichstein (* 13. Juni 1889 in Wien; † 18. August 1937 ebenda) war ein Wiener Journalist und Schriftsteller.

Egon Dietrichstein (Mitte) mit seinen Kaffeehaus- und Tarockfreunden Franz Elbogen und Hugo Sperber, Wien um 1912.

## Leben
Egon war der Sohn von Isidor und Irene Dietrichstein (geborene Spitzer), er hatte eine ältere Schwester Ella (* 1886). Im Ersten Weltkrieg wurde Dietrichstein als Einjährig-Freiwilliger Landsturmjäger von 6. Dezember 1916 bis 20. Dezember 1917 eingezogen. Er arbeitete in dieser Zeit zusammen mit Autoren wie Stefan Zweig, Alfred Polgar oder Rainer Maria Rilke für das Kriegsarchiv. In dieser „Literarischen Gruppe“ sollte, parallel zum k.u.k. Kriegspressequartier, Kriegspropaganda gemacht werden.
Zuvor, währenddessen und nachher war Dietrichstein, als Redakteur und Feuilletonist in zahlreichen Tages- und Wochenzeitungen, etwa für die Tageszeitung Neues Wiener Journal tätig. Dort porträtierte er beispielsweise am 15. November 1918 den Kommandanten der Roten Garde, Egon Erwin Kisch. Am 3. Dezember 1919 führte er ein ausführliches Interview mit Thomas Mann.
Dietrichstein war Stammgast im Café Museum und dem Café Central, bedeutenden Zentren des geistigen Lebens in Wien.
Er wird als ein begabter Journalist und „stadtbekannter Schnorrer“ geschildert, berüchtigt für seine ungepflegte Kleidung. Leo Perutz, ebenfalls Mitglied in der Kaffeehaus-Tarockrunde, bezeichnete 1945 eine stinkende Frucht in Palästina als „der Dietrichstein unter den Obstsorten“. Einmal soll ihm deswegen sogar die Wohnung gekündigt worden sein. 
Friedrich Torberg urteilte über Dietrichstein:

„Er hatte vor dem Ersten Weltkrieg einige journalistische und literarische Erfolge, die freilich an seiner schon damals unheilbaren Schnorrer-Existenz nichts änderten. Später ging's mit ihm immer tiefer bergab, sein Talent verkümmerte, niemand druckte ihn.“

Dietrichstein versuchte sich später mit Geldverleih zu überhöhten Zinsen finanziell über Wasser zu halten und musste deswegen von seinem Freund, dem Rechtsanwalt Hugo Sperber, vor Gericht verteidigt werden. Um die Mittellosigkeit seines Mandanten zu verdeutlichen, soll er laut Torberg argumentiert haben: „Hohes Gericht, ich bin gewiss kein arbiter elegantiarum – Egon Dietrichstein aber trägt einen von mir abgelegten Anzug am Sonntag.“
In einem Nachruf am 19. August 1937 in Der Wiener Tag steht:

„Es waren nicht so sehr die literarischen Fähigkeiten - obgleich Dietrichstein sicherlich ein über den Durchschnitt begabter Schriftsteller war - nein, es war eine ganz andere Eigenart, die den Verstorbenen zu einem stadtbekannten Wiener Original gestempelt hatte. Daß er ein Bohemien reinsten Wassers war, der die Nächte zum Tag machte, der in den Wiener Literatencafes lebte, arbeitete und schlief, das alles mochte ja originell gewesen sein, aber da hatte Egon Dietrichstein genügend Konkurrenten. Was ihn wirklich zur stadtbekannten Figur machte, war seine Kleidung. Nicht daß er etwa als eine Art Prinz von Wales tonangebend für Wiener Herrenmode gewesen wäre, ganz im Gegenteil. Dietrichstein trug seine Kleider, manchmal waren es nur mehr Kleiderfragmente,  in einer Art, die man mit sehr viel Wohlwollen als salopp bezeichnen konnte.“

Bruno Kreisky erzählte über Dietrichstein die Anekdote: Bei seiner Musterung wurde er vom Feldwebel gefragt: „Fürst oder Jud?“ (Es gab ein bedeutendes Adelsgeschlecht Dietrichstein.) Auf die Antwort „Jud“ erwiderte der Feldwebel: „Da kann man auch nichts machen.“

## Werke
- Die Berühmten. Wiener Literarische Anstalt, Wien/Berlin 1920.
- Bocksprünge des Lebens. Europaverlag, Wien/Leipzig 1936.